# Robert Fludd
Robert Fludd lub Flud, ps. Robertus de Fluctibus, Rudolf Otreb, Joachim Frizius, Alitophilus (ur. przed 17 stycznia 1574 w Milgate, zm. 8 września 1637 w Londynie) – angielski doktor medycyny, filozof, astronom, pisarz, zajmujący się m.in. studiowaniem ludzkiej psychiki, wybrany w 1609 roku do Royal College of Physicians. Wyznawca nauk różokrzyża i alchemik.

## Dzieła
- 1616: Apologia Compendiaria Faternitatem de Rose Cruce Suspicionis et Infiamiae Masculis Aspersam, Veritatis quasi Fluctibus abluens et abstergens, Leiden[4] – napisane w obronie Fama Fraternitatis i J.V. Andreaea[5]
- 1617: Tractatus theologo-philosophicus...,
- 1617: Utriusque cosmi historia...,
- 1620: De technica microcosmi historia,
- 1623: Anatomiae amphitheatrum effigie triplici...,
- 1624: Tractatus secundus de Naturae simia seu technica macrocosmi...,
- 1626: Philosophia sacra et vere Christiana seu Meteorologia cosmica,
- 1629: Summum bonum,
- 1630: Pulsus seu nova et arcana pulsuum historia...,
- 1631: Integrum morborum mysterium...,
- 1638: Philosophia Moysaica,